# Ropeadope Records
Ropeadope Records — американский лейбл, известный своими изданиями музыки в различных жанрах, включая джаз, хип-хоп, госпел и электронную музыку. Компания была основана в 1999 году Энди Гурвицем в Нью-Йорке, а позже переехала в Филадельфию. Возглавляется Луи Марксом.
В январе 2014 года артисты Ropeadope Snarky Puppy и Лала Хэтэуэй были удостоены премии Грэмми за лучшее исполнение в стиле R&B.

## Состав и релизы
| Артист                                 | Релизы выпущенные на Ropeadope                                                             |
| -------------------------------------- | ------------------------------------------------------------------------------------------ |
| Адам Смейл                             | Out of the Blue                                                                            |
| Элисон Веддинг                         |                                                                                            |
| Antibalas                              | Who Is This America?                                                                       |
| Dimitrije Vasiljevic                   | Us Accidental Nomad                                                                        |
| Duski                                  | Make a Wish                                                                                |
| Eric Binder Trio                       | Hard Bop                                                                                   |
| Нир Фельдер                            | II                                                                                         |
| Escaper                                | Apotheosis                                                                                 |
| Alexander Flood                        | HEARTBEAT                                                                                  |
| Spirit Fingers                         | PEACE                                                                                      |
| Декель Бор                             | Let Love Rule                                                                              |
| Сет Трэчи                              | Zygmon                                                                                     |
| Thor De Force                          | The Build                                                                                  |
| Аарон Паркс                            | Little Big Little Big II: Dreams Of A Mechanical Man                                       |
| Matty Stecks & Musical Tramps          | Long Time Ago Rumble                                                                       |
| Christian Scott aTunde Adjuah          | Stretch Music Ruler Rebel Diaspora The Emancipation Procrastination Ancestral Recall Axiom |
| Террас Мартин                          | Velvet Portraits                                                                           |
| Terrace Martin Presents The Pollyseeds | Sounds Of Crenshaw Vol. 1                                                                  |
| Эдди Палимьери                         | Sabiduria Full Circle Mi Luz Mayor                                                         |

Действующие и бывшие артисты:
- Адам Смейл
- Элисон Веддинг
- Antibalas Afrobeat Orchestra
- Джои Аркенстат
- Бен Арнольд
- Benevento/Russo Duo
- Bodega
- Bullfrog
- Brainbheats
- Cabinet
- Фрэнк Каталано
- Carlon
- The Campbell Brothers
- Critters Buggin
- Хэл Крук
- Дарнелл Литтл
- The Detroit Experiment
- DJ Klock
- DJ Logic
- Dirty Dozen Brass Band
- fDeluxe
- Майк Гордон
- Great Peacock
- The Harlem Experiment
- The Spinning Leaves
- Charlie Hunter
- HUW
- King Britt
- T.J. Kirk
- Джнейро Джарел
- Jazzanova
- Jonathan Scales Fourchestra
- Naughty Professor
- Karikatura
- Кристиан МакБрайд
- Medeski, Martin and Wood
- Michael Kammers/MK Groove Orchestra & Trio
- None But The Righteous
- Поль Бобрун
- The Philadelphia Experiment
- Бобби Превайт
- Джефи Райдер
- Scratch
- Sex Mob
- Skerik’s Syncopated Taint Septet
- Snarky Puppy
- Spanish Harlem Orchestra
- Spare Parts
- Тедди Пресберг
- Террас Мартин
- Tin Hat Trio
- Toy Soldiers
- Um
- The Word
- Ени Ностальджи
- The Yohimbe Brothers
- Эдди Пальмьери
- RC & The Gritz

## Премии Грэмми
Несколько артистов Ropeadope Records были номинированы, а также выигрывали ежегодную премию Грэмми.
| Артист                                 | Название релиза                  | Номинация                                                 | Год  | Результат   | Источник |
| -------------------------------------- | -------------------------------- | --------------------------------------------------------- | ---- | ----------- | -------- |
| Snarky Puppy совместно с Лалой Хатауэй | Something                        | Лучшее R&B-исполнение                                     | 2013 | Победитель  | [ 5 ]    |
| Террас Мартин                          | Velvet Portraits                 | Лучший альбом в стиле ритм-н-блюз                         | 2016 | Номинирован | [ 6 ]    |
| Нейт Смит                              | Home Free (For Peter Joe)        | Лучшая аранжировка, инструментальная музыка или а капелла | 2017 | Номинирован | [ 7 ]    |
| Нейт Смит                              | Home Free (For Peter Joe)        | Лучшая инструментальная композиция                        | 2017 | Номинирован |          |
| Christian Scott aTunde Adjuah          | The Emancipation Procrastination | Лучший современный инструментальный альбом                | 2018 | Номинирован | [ 8 ]    |
| Christian Scott aTunde Adjuah          | Ancestral Recall                 | Лучший современный инструментальный альбом                | 2019 | Номинирован | [ 9 ]    |
| Дэвид Санчес                           | Carib                            | Лучший латинский джазовый альбом                          | 2019 | Номинирован |          |
| Christian Scott aTunde Adjuah          | Axiom                            | Лучший современный инструментальный альбом                | 2020 | Номинирован |          |
| Christian Scott aTunde Adjuah          | Guinevere                        | Лучшая джазовая импровизация                              | 2020 | Номинирован |          |